# Ossi Reichert
Rosa Reichert, detta Ossi (Sonthofen, 25 luglio 1925 – 16 luglio 2006), è stata una sciatrice alpina tedesca.

## Palmarès

### Olimpiadi invernalitedesca
- Oro a Cortina d'Ampezzo 1956 nella slalom gigante, in rappresentanza della Squadra Unificata Tedesca;
- Argento a Oslo 1952 nello slalom speciale, in rappresentanza della Germania.